# Selva costera del Congo
La región de selva costera del Congo es una ecorregión incluida en la lista Global 200 del WWF. Incluye las selvas costeras atlánticas de África Central. Está formada por tres ecorregiones:
- Selva costera del Cross-Sanaga y Bioko
- Selva costera ecuatorial atlántica
- Selva de tierras bajas de Santo Tomé, Príncipe y Annobón